# Các bản thảo kinh tế và triết học 1844
Các bản thảo kinh tế và triết học năm 1844, còn được gọi là Bản thảo Paris, được Karl Marx viết ở Paris vào cuối tháng 5 đến tháng 8 năm 1844 và nằm trong số "những tác phẩm đầu tay" của Marx. Bản thảo Paris là tác phẩm đầu tiên của Marx, trong đó ông kết hợp sự phê phán kinh tế học với triết học để tạo thành một hệ thống của riêng mình. Chúng là tài liệu về “sự vận động tách rời tư tưởng của chủ nghĩa Mác khỏi phái Hegel cánh Tả” trong những năm 1843-1845. Chúng nhằm mục đích ghi chép lại các kết quả nghiên cứu của Marx và không được xuất bản trong suốt cuộc đời của ông. Các phần của các bản thảo chỉ còn sót lại trong các di cảo.
Dawid Borisowitsch Ryazanov và Siegfried Landshut đã phát hiện ra những bản thảo này vào cuối những năm 1920 với tiêu đề "Nationalökonomie und Philosophie" trong kho lưu trữ của SPD và xuất bản chúng lần đầu tiên vào năm 1932 trong ấn bản riêng của họ về các tác phẩm đầu tay của Marx. 

## Nội dung
Các khái niệm kinh tế và triết học quan trọng trong các bản thảo là lao động, sự tha hóa và sự công nhận, cũng như tiền lương, 'lợi nhuận của tư bản' và địa tô.
Điểm trung tâm trong các bản thảo là một khuynh hướng duy vật-lịch sử đối với khái niệm tha hóa của Hegel. Marx nhận thấy công nhân bị tha hóa theo bốn cách:
1. xa lạ với sản phẩm lao động của mình
2. hoạt động sản xuất trở thành một cái gì đó đối lập với người công nhân
3. xa lạ với loài người
4. xa lạ với người khác.

Trong tác phẩm này, Marx coi lao động bị tha hóa hoặc bị tước đoạt là nguyên nhân của sở hữu tư nhân:
"Nhưng khi phân tích khái niệm này, rõ ràng là khi sở hữu tư nhân xuất hiện với tư cách là lý do, là nguyên nhân của lao động bị tha hóa, thì đó đúng hơn là hệ quả của nó, giống như các vị thần ban đầu không phải là nguyên nhân mà là hậu quả của sự sai lệch về trí tuệ của con người . [...] Tiền lương là hệ quả trực tiếp của lao động bị tha hoá, và lao động bị tha hoá là nguyên nhân trực tiếp của tư hữu.”
Văn bản bao gồm ba tập sách, không được bảo tồn toàn bộ, cũng như "lời nói đầu".

### Bản thảo đầu tiên
Cuốn sách đầu tiên bao gồm bốn cột:
Về tiền lương (1), Mác viết: với tư cách là hàng hóa, tiền lương được quyết định bởi cuộc đấu tranh thù địch giữa nhà tư bản và công nhân. Khi nền kinh tế suy thoái, người lao động là người chịu thiệt hại nhiều nhất. Nếu nó phát triển, khối lượng công việc (sự xa lánh) và sự cạnh tranh giữa những người công nhân cũng sẽ tăng lên, và nhiều nhà tư bản sẽ trở thành công nhân. Vì ở đây người công nhân đã tụt xuống ngang hàng với máy móc, nên máy móc có thể cạnh tranh với anh ta. Tăng trưởng kinh tế cũng dẫn đến sản xuất thừa , gây ra các cuộc khủng hoảng định kỳ. Khi nền kinh tế trì trệ, tiền lương giảm do mức độ cạnh tranh cao.
Để đạt được vốn(2) ông viết: Tư bản được tạo ra bởi quyền sở hữu. Lợi nhuận của anh ta có thể được duy trì thông qua độc quyền, tính độc đáo của hàng hóa hoặc nhu cầu cao liên tục. Nó có thể được tăng lên thông qua quá trình chế biến tiếp theo thành một sản phẩm có giá trị cao hơn và tiến bộ công nghệ. Tiến bộ không làm tăng tiền lương, mà là lợi nhuận của tư bản. Sự phấn đấu của các cá nhân để có vốn không phải lúc nào cũng là điều hữu ích nhất cho xã hội. Cạnh tranh giữa các nhà tư bản sẽ dẫn đến tiền lương tăng, giá cả thị trường giảm, hàng hóa giảm sút, lợi nhuận giảm và nhiều nhà tư bản sẽ chìm vào giai cấp công nhân. Mặt khác, tích lũy tư bản dẫn đến độc quyền tích lũy nhiều tư bản hơn.
Trong chương Địa tô (3), ông nói rằng chính chủ đất sẽ tính giá cho việc sử dụng đất và gặt hái thành quả của nó. Nhu cầu tăng làm tăng giá và mang lại lợi ích cho chủ đất. Điều này và khả năng sinh lời cao hơn đã dẫn đến việc tích lũy tài sản trên đất liền. Sự cạnh tranh giữa các chủ đất khiến họ trở thành những nhà tư bản và làm cho sở hữu đất đai trở thành công nghiệp. Như vậy, trong xã hội chỉ xuất hiện hai giai cấp (công nhân và tư bản). Quá trình này có nghĩa là sự kết thúc của chế độ phong kiến và sự khởi đầu của chủ nghĩa tư bản. Sự bất mãn sẽ dẫn đến một cuộc cách mạng đòi giải thể các công ty độc quyền.
Về khái niệm lao động bị tha hóa (4), Marx viết rằng người công nhân càng trở nên nghèo hơn khi anh ta tạo ra nhiều của cải. Anh ta càng tạo ra nhiều hàng hóa thì bản thân anh ta càng trở nên rẻ hơn. Việc trở thành hàng hóa khiến người lao động xa rời hoạt động sản xuất và sản phẩm của anh ta, vì nó không còn là phương tiện sinh hoạt trực tiếp hay nhu cầu của anh ta nữa. Tự do của anh ta thay đổi từ mục đích thành phương tiện đơn thuần. Cuối cùng, con người trở nên xa lạ với chính mình.

### Bản thảo thứ hai
Chỉ có một chương tồn tại từ tập thứ hai:
Marx mô tả mối quan hệ giữa sở hữu tư nhân (1) như sau: người công nhân sản xuất ra tư bản và tư bản sản xuất ra anh ta. Vì vậy, anh ấy làm việc để giữ lớp học của mình. Nếu không, anh ấy không thể tồn tại. Nông nghiệp đang trở thành tư bản chủ nghĩa bởi vì nó hiện đang thuê những người lao động tự do hơn là những người nông dân không được tự do. Ông cũng trình bày ý tưởng của mình về "chủ nghĩa duy vật lịch sử" , nhưng không sử dụng thuật ngữ này. Theo trình tự thời gian, tiến trình lịch sử cho đến cuộc cách mạng mà ông dự đoán sẽ diễn ra theo ba giai đoạn: 1. Sự thống nhất giữa lao động và tư bản (chủ nghĩa cộng sản nguyên thủy), 2. Tương phản giữa lao động và tư bản (chuyển đổi từ chế độ phong kiến sang chủ nghĩa tư bản), 3. Tương phản giữa mọi người chống lại chính mình (đỉnh điểm của chủ nghĩa tư bản).

### Bản thảo thứ ba
Tập thứ ba được chia thành sáu chương. Ở đây, Marx liên hệ các khái niệm riêng lẻ đã xuất hiện trước đây:
Về sở hữu tư nhân và công việc (1), ông chỉ trích sự sùng bái hàng hóa một cách cuồng tín của các nhà kinh tế học. Nhận thức về chủ nghĩa tư bản này là phi tôn giáo.
Trong Sở hữu Tư nhân và Chủ nghĩa Cộng sản(2) Marx bác bỏ thuyết phổ quát của Hegel. Theo Hegel, việc thủ tiêu một khái niệm chỉ có thể thực hiện được thông qua sự khái quát hóa của nó. Theo Marx, việc xóa bỏ chủ nghĩa tư bản cũng sẽ đi theo con đường tương tự như chính chủ nghĩa tư bản, tuy nhiên, để thực sự xóa bỏ chủ nghĩa tư bản, tất cả các giai đoạn phát triển dẫn đến nó sẽ phải trải qua một lần nữa, cho đến chủ nghĩa cộng sản. Cuối cùng, dưới chế độ cộng sản, tài sản tư nhân thuộc về tất cả mọi người. Trong bước đầu tiên, tất cả những khác biệt cá nhân giữa mọi người sẽ bị xóa bỏ một cách cưỡng bức khi mọi người trở thành công nhân. Ở bước thứ hai, xã hội xóa bỏ chế độ dân chủ hay chế độ chuyên quyền vốn tồn tại từ trước đến nay của nó bằng cách xóa bỏ nhà nước, nhưng trong đó vẫn có sở hữu tư nhân nói chung. Cộng sản chưa nắm được bản chất của con người. Điều này được thực hiện trong bước thứ ba. Đây là nơi mọi người trở thành con người và tự nhiên trở lại. Trong chủ nghĩa cộng sản, mọi người có thể tận hưởng mà không cần sở hữu. Con người bây giờ tự cung tự cấp sẽ biết rằng anh ta đang tạo ra chính mình chứ không phải do một vị thần tạo ra.
Về nhu cầu và sản xuất (3), ông viết: Con người tư bản phụ thuộc vào tiền, bởi vì không có nó, anh ta không thể đáp ứng nhu cầu của mình. Vì vậy, anh ta sử dụng sản phẩm (với tư cách là nhà tư bản) hoặc (với tư cách là công nhân) sức lao động của mình làm mồi nhử để đạt được những gì anh ta có thể sử dụng để đáp ứng nhu cầu của mình. Do đó, tiền trở thành nhu cầu duy nhất và nhu cầu tự nhiên được coi là điểm yếu. Nhu cầu tích lũy tiền có nghĩa là các nhu cầu tự nhiên như giải trí, tập thể dục hoặc chế độ ăn uống đa dạng bị phủ nhận.
Mác viết về sự phân công lao động (4): Theo Smith, sự phân công lao động nảy sinh từ lý tính của con người. Cô thiết lập thương mại. Chỉ thông qua điều này, xã hội mới hình thành. Kinh tế coi quyền sở hữu tư nhân là điều kiện tiên quyết cho thương mại. Marx lặp lại những quan điểm này mà không cần bình luận.
Trong chương Tiền (5) Marx nói rằng tiền thường được quan niệm một cách bản thể trong chủ nghĩa tư bản. Bởi vì tiền có thể bù đắp cho những đặc điểm tiêu cực ở đây (ví dụ: lười biếng, xấu xí). Vì vậy, mọi thứ trở nên ngược lại: muốn mà không có tiền dẫn đến không thể. Không muốn có thể lãnh đạo bằng tiền.
Trong chương cuối, Phê phán phép biện chứng và triết học của Hegel (6), Marx đồng ý với phê bình của Feuerbach đối với Hegel: 1. rằng triết học với tư cách là một hình thức tôn giáo là sự tha hóa của con người, 2. rằng chủ nghĩa duy vật chân chính nên nắm giữ trong các mối quan hệ của con người, 3. rằng Feuerbach thích cái Tích cực hơn là phủ định cái tiêu cực. Do đó, con người không phải, như Hegel tuyên bố, là một sinh vật tinh thần, mà là một sinh vật thực tế. Marx cũng chỉ trích quan điểm tích cực của Hegel về nhà nước và tôn giáo. Họ không phục vụ sự tự nhận thức, nhưng đang xa lánh. Tuy nhiên, giá trị của phép biện chứng của Hegel là 1. luận đề cho rằng con người tự tạo ra mình thông qua lao động, 2. luận đề cho rằng một sự bãi bỏ chỉ có thể được kết luận bằng sự khái quát hóa và sau đó bằng sự hủy bỏ của chính nó.